# Michelangelo Pira
(Michelangelo Pira, Sos Sinnos)
Michelangelo Pira, più conosciuto in sardo come Mialinu Pira (Bitti, 5 luglio 1928 – Quartu Sant'Elena, 3 giugno 1980), è stato un giornalista, antropologo e scrittore italiano, è stato uno studioso della lingua sarda e dei suoi problemi.

## Biografia
Nacque a Bitti, in provincia di Nuoro, in una famiglia di pastori trasferitisi a Oschiri. In seguito alla morte della madre, torna a Bitti dove frequenta le elementari interiorizzando i valori della comunità barbaricina. Frequenta le scuole medie e il liceo classico Azuni a Sassari.
Michelangelo Pira,  giornalista  fin dagli anni quaranta, si laurea in Linguistica sarda nella facoltà di lettere dell'Università di Cagliari. Collaboratore della Rai, autore di una coraggiosa serie radiofonica bilingue (sardo e italiano) "Il Controgiornale" andata  in onda alla fine degli anni sessanta. Intensa la sua attività giornalistica nelle pagine culturali di quotidiani e riviste  anche come capo ufficio stampa del Consiglio regionale della Sardegna. Considerato un esponente sui generis della Scuola antropologica di Cagliari, insegnò antropologia culturale alla Facoltà di Scienze Politiche dell'Università di Cagliari. Influenzato dagli studi di Mc Luhan, Mumford, Antonio Pigliaru e di Antonio Gramsci, articolò il proprio pensiero sui temi della lingua e della cultura con particolare riferimento alla situazione della Sardegna nella seconda metà del Novecento.. Nel 1968 sviluppò, in Sardegna tra due lingue, un'analisi originale dei problemi socio-linguistici della Sardegna, affrontando il tema del pericolo della morte del sardo in conseguenza del disuso.
Per la terza rete televisiva della RAI curò un reportage su alcuni importanti aspetti antropologici della provincia nuorese.
È autore de La rivolta dell'oggetto, inventario di problemi della Sardegna al momento della transizione dalla civiltà agro-pastorale alla moderna civiltà dei consumi e della nuova presa di posizione sull'identità del popolo sardo.
Con La rivolta dell'oggetto, apparsa nel 1978, Michelangelo Pira affrontò il problema dell'identità, attraverso il ribaltamento del rapporto di dipendenza della cultura sarda; ritenne così possibile uno sviluppo alternativo dell'organizzazione sociale e educativa in cui, estinto lo Stato, la società diventava la base di un'educazione continua attraverso la "scuola impropria" come
Istituzione di educazione e produzione. 

Pira con Antonello Satta

Collaborò alla rivista «Ichnusa» e ad altri periodici. Morì improvvisamente nella sua casa di Capitana, località residenziale sul litorale di Quartu Sant'Elena.
A lui sono intitolati:
- il "Liceo Scientifico Michelangelo Pira" nella città natale di Bitti;
- la sala lettura "Michelangelo Pira" della casa dello studente dell'Ersu, in via Trentino a Cagliari;
- i Tenores di Bitti "Mialinu Pira", gruppo di canto a tenore della stessa città;
- la sala convegni di Via Brigata Sassari di Quartu Sant'Elena, dove è deceduto e riposano le sue spoglie.

### Opere
- Sardegna tra due lingue, Cagliari, La Zattera 1968
- La rivolta dell'oggetto. Antropologia della Sardegna, Giuffré, Milano, 1978
- Paska Devaddis, per un teatro dei sardi, Edizioni della Torre, 1981
- Sos Sinnos, Edizioni della Torre, 1983
- Isalle, AM&D Edizioni, 1996
- Il Villaggio elettronico, 1997